# Nombre de Graham
El nombre de Graham és un nombre immens que va sorgir com a límit superior en la resposta d'un problema en el camp matemàtic de la teoria de Ramsey.

## Notació fletxa de Knuth
En matemàtiques, la notació fletxa de Knuth és un mètode de notació per a sencers molt grans, introduït per Donald Knuth el 1976. Està estretament relacionada amb la funció d'Ackermann i especialment a la successió d'hiperoperacions.